# Navion Boyd
Navion Boyd (Kingston, 10 ottobre 1986) è un ex calciatore giamaicano, di ruolo attaccante.

## Carriera

### Club
Austin ha iniziato la carriera nel suo paese, militando per il Tivoli Gardens F.C., con la cui maglia ha messo a segno 40 gol in 73 partite di campionato. Nell'aprile 2012, passa in prestito ai Charleston Battery, squadra della USL Pro, corrispondente al terzo livello del campionato degli Stati Uniti; nella prima stagione con la nuova squadra mette a segno 2 gol in 17 presenze. A novembre dello stesso anno, scaduti i termini del prestito, torna in Giamaica al Tivoli Gardens, scendendo in capo per la prima volta il 21 novembre, e segnando anche un gol all'esordio. Nel 2015 dopo tre anni in patria fa nuovamente ritorno ai Charleston Battery.

### Nazionale
Ha giocato nella nazionale giamaicana Under-23.
Ha esordito con la Giamaica nel 2007: finora, ha disputato diciassette partite per la sua nazionale, mettendo a segno una rete nell'amichevole vinta per 3-2 contro la Nuova Zelanda il 29 febbraio 2012.

## Palmarès

### Club

#### Competizioni nazionali
- Jamaican National Premier League: 1

Tivoli Gardens: 2011
- Flow Champions Cup: 1

Tivoli Gardens: 2010-2011